# Hans Hee

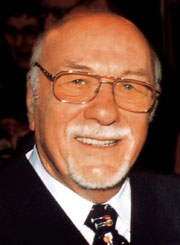
Hans Hee

Hans Hee (São Paulo, 30 januari 1924 - Bremen, 10 december 2009) was een Duits auteur, componist en tekstdichter.
Hee groeide op in Tailfingen. Vooraleer hij tekstdichter werd, was hij politieman in Bremen, waar hij na de Tweede Wereldoorlog was gaan wonen. Hee schreef de successen van de "Peheiros" - zoals Wasser ist zum Waschen da en Susi sag noch einmal saure Sahne. Ook de succesnummers van zanger Ronny (pseudoniem van Wolfgang Roloff) komen uit de pen van Hee: Oh my darling Caroline en Kleine Annabell. In 1970 schreef hij met de componist Ronny - onder diens echte naam Roloff - het lied Sierra Madre del Sur. Dit lied werd in de loop der jaren opgenomen in meer dan 200 versies. In 2000 werd het in de versie van de "Schürzenjäger" "lied van het jaar" en won het de "Krone der Volksmusik".
Naast vele liederen voor Ronny, schreef Hee samen met Roloff en Gunter Kaleta (pseudoniem van Addy Kleijngeld) ook vele nummers van kindster Heintje, zoals Ich bau dir ein Schloss, Schneeglöckchen im Februar, Ich sing ein Lied für dich, Oma so lieb en Du sollst nicht weinen..., evenals de Engelse vertalingen hiervan. Sinds 1990 was Hee producer van de "Mühlenhof Musikanten", waarvoor hij alle hits schreef, zoals An de Küst, Dat noch in hundert johren en Ach könnt man doch ein Rembrandt sein.
- Gemeinsame Normdatei: 138785902
- International Standard Name Identifier: 0000 0000 6812 1416
- MusicBrainz: 8b1e0c7f-cda0-4186-8450-0e24f921cb6e
- Virtual International Authority File: 95412447
- WorldCat: E39PBJyRCKq9jXhMjyq849JCcP